# TXNIP
TXNIP‏ (Thioredoxin interacting protein) هوَ بروتين يُشَفر بواسطة جين TXNIP في الإنسان.